# Catedral de Berna
La Catedral de San Vicente de Berna (en alemánBerner Münster) en la ciudad de Berna es el edificio religioso más alto de Suiza con una torre de 100,6 metros. De estilo gótico, se comenzó a construir en 1421, pero no se terminó hasta 1893. El patrono de la catedral es San Vicente de Zaragoza, mártir del siglo IV.

## Historia
En 1191 se construyó la primera iglesia, la Leutkirch, una pequeña capilla que databa de la época de la fundación de Berna por la Casa de Zähringen. Fue construida en estilo románico entre 1155 y 1160, aunque su primera mención no aparece hasta el año 1224. Esta iglesia estaba fuera de las murallas, cerca de la actual Kreuzgasse. En 1276, se separó Berna de la parroquia de Köniz y fundó la suya propia; para este cometido, se construyó inmediatamente una segunda iglesia, aunque aparece descrita por primera vez en 1289 en los textos del obispo Benvenutus von Eugubio. 
El terremoto de Basilea de 1356 causó un gran daño al templo, arcos y torre, por lo que se llevaron a cabo algunas restauraciones. El coro fue reconstruido en 1359 y la techumbre entre 1378 y 1380. Durante la construcción de la catedral actual, todavía se usaba la iglesia, aunque la nave fue destruida finalmente entre 1449-51 y la torre permaneció intacta hasta 1493.

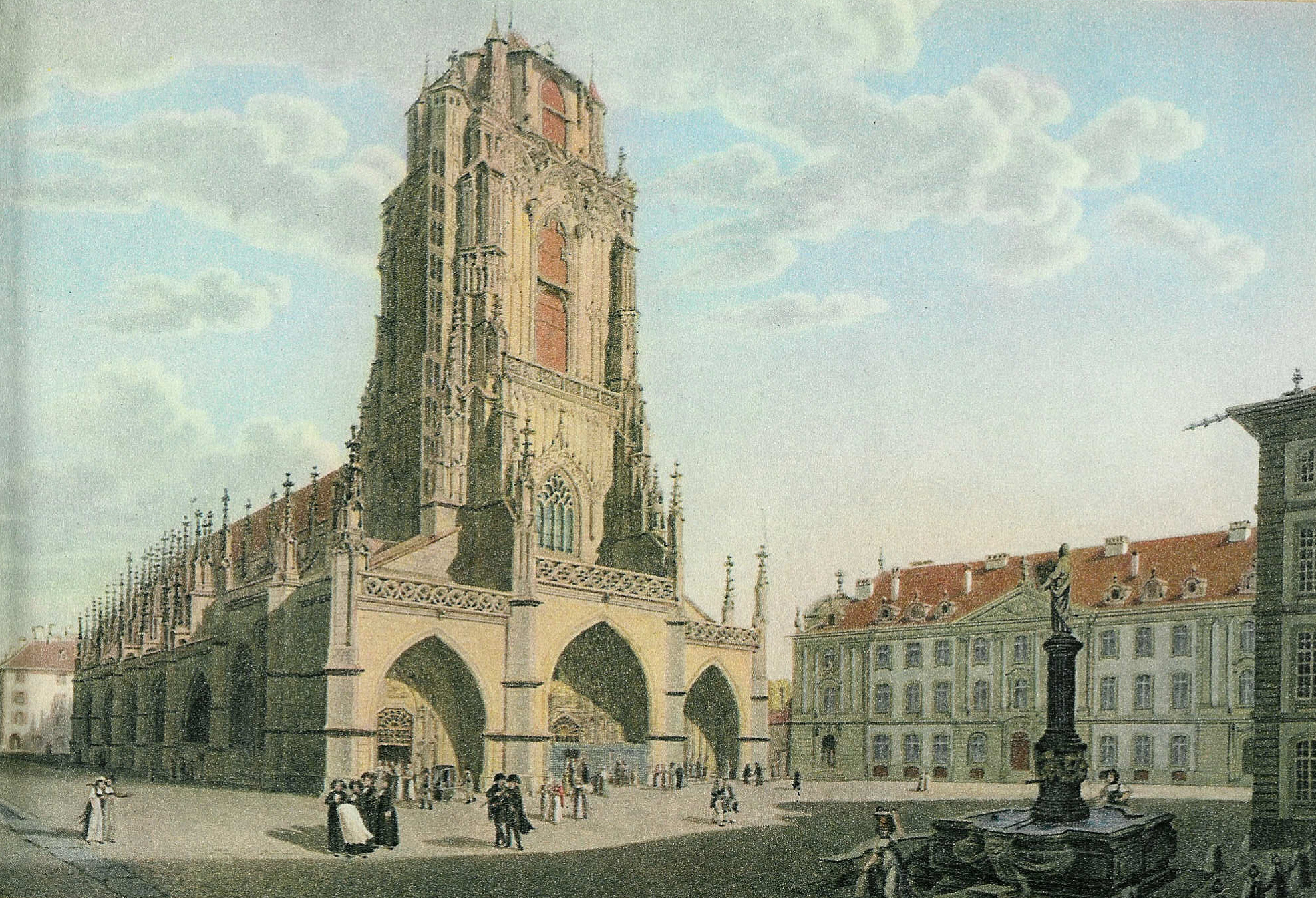
La catedral en 1800.

En el siglo XV, Berna había crecido y convertido en una ciudad-Estado relevante al norte de los Alpes, por lo que decidió construir un nuevo templo. Los trabajos comenzaron el 11 de marzo de 1421 bajo la protección de San Vicente de Zaragoza, y su primer maestro de obras fue el suabo Mathieu Ensinger,quien había construido tres catedrales. Inspirándose en parte de la catedral de Ulm, en la catedral de Friburgo en Alemania y en la catedral de San Nicolás de Friburgo en Suiza, Ensinger hizo una innovación en la base externa de la torre construyendo tres portadas ricamente decoradas, en lugar de una sola. La construcción fue iniciada por el Cantón de Berna y la Orden Teutónica, que era una orden de la Iglesia Católica creada en las Cruzadas y que persiste actualmente como una organización caritativa de la Iglesia Católica. Parte de la financiación fue proporcionada por las familias ricas y los gremios de Berna.
En 1483 Erhart Hüng, quien realizó las esculturas del Último Juicio, se convirtió en el maestro de obras. Bajo su dirección se alzaron las nuevas naves y la nueva torre hasta el octógono más bajo. La construcción de la primera parte rectangular de la torre comenzó en 1483 y continuó hasta 1489, mientras que la segunda parte rectangular duró hasta 1518. Tras la muerte de Küng en 1506, Peter Pfister prosiguió las obras para las techumbres del coro. La parte inferior de la torre octogonal se finalizó entre 1518 y 1521. En 1571 Daniel Heintz ocupó el puesto de kmaestro de obras y concluyó la techumbre de la nave en 1575, quedando paradas las obras durante casi tres siglos desde entonces.El órgano fue instalado en tres fases entre 1727 y 1783. Sin embargo, la construcción de la torre quedó interrumpida a unos 60 metros de altura por la debilidad de los cimientos. Los numerosos acontecimientos políticos y económicos ralentizaron o bloquearon la prosecución de los trabajos. La torre no se completará hasta 1893, con una segunda mitad en estilo neogótico y una altura final de 100,6 metros, siendo la más alta de Suiza.

### Reforma protestante
En 1526 se produjo una epidemia de peste en Berna y muchos ciudadanos se convirtieron al protestantismo debido a las numerosas muertes. En 1527 el partido reformador se hizo mayoritario en el concejo municipal y ordenó que se predicara la nueva fe. El 27 de enero de 1528, el concejo mandó que se dejaran de celebrar las misas y que se eliminaran las imágenes de los templos. El 7 de febrero se implementó esta ley en todo el cantón de Berna y en abril de 1528 se celebró el primer culto protestante en la catedral.

## Galería

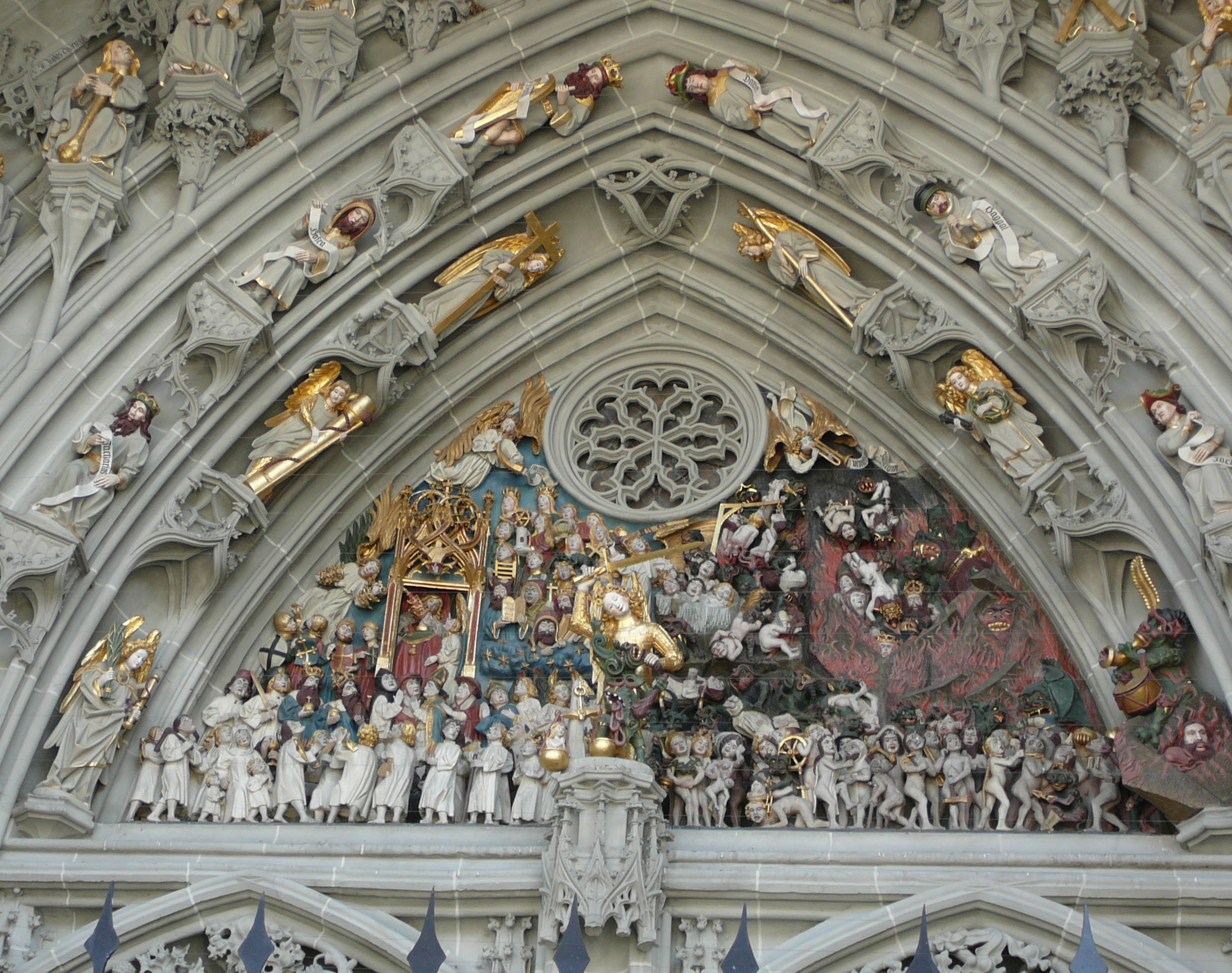
Portada de la catedral de San Vicente de Berna.
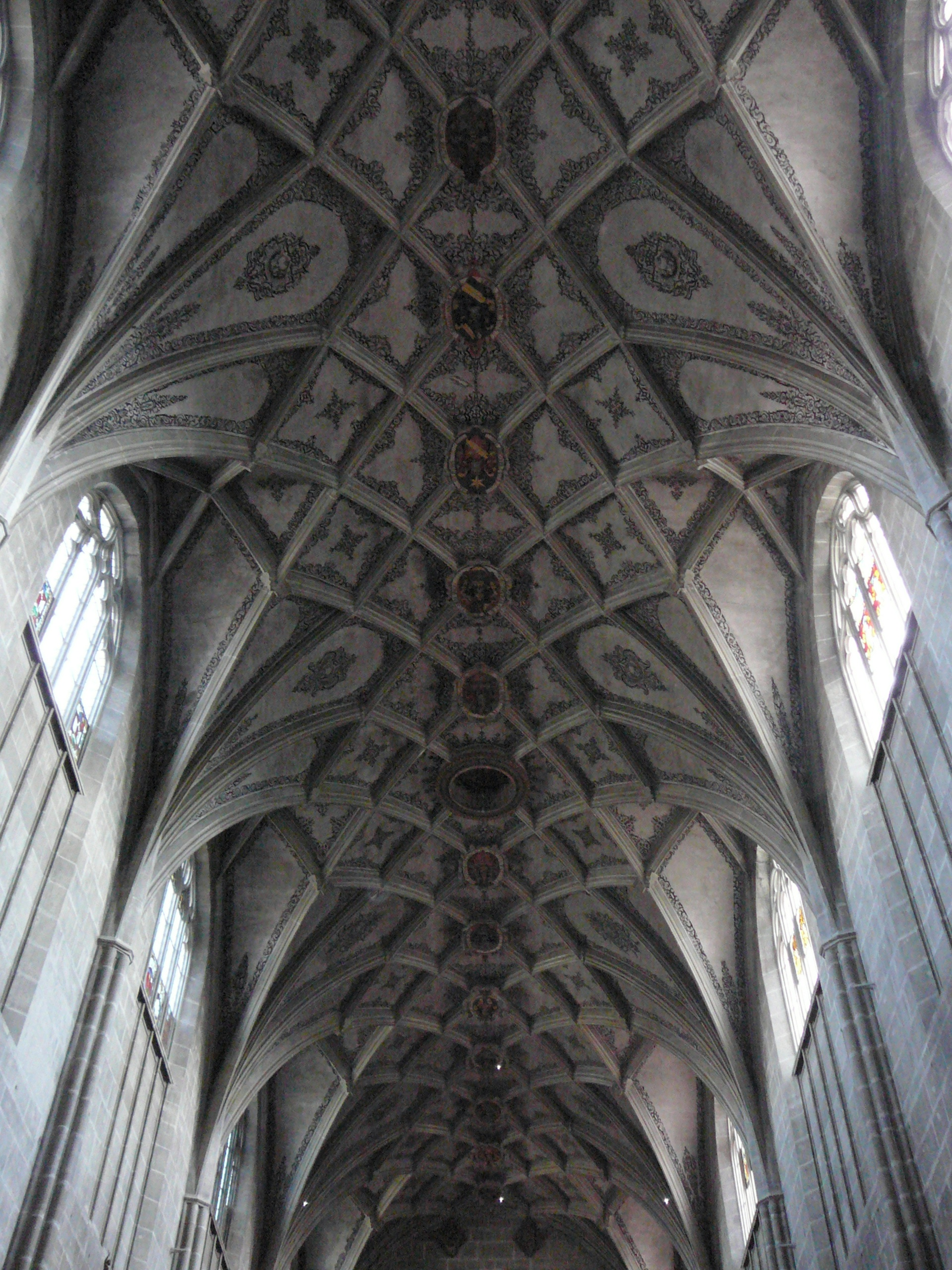
Bóveda de la catedral de Berna.
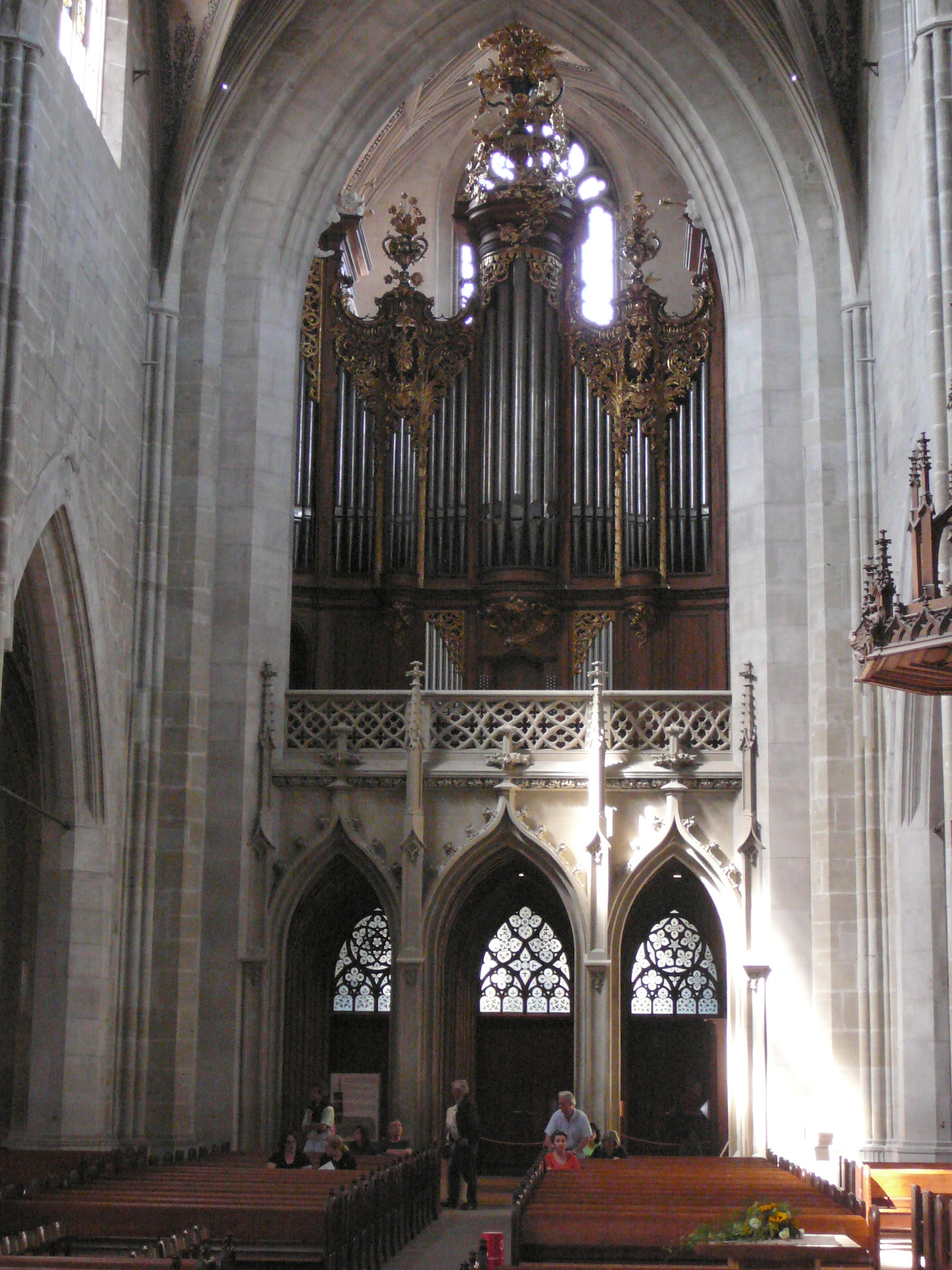
Órgano de la catedral de Berna.
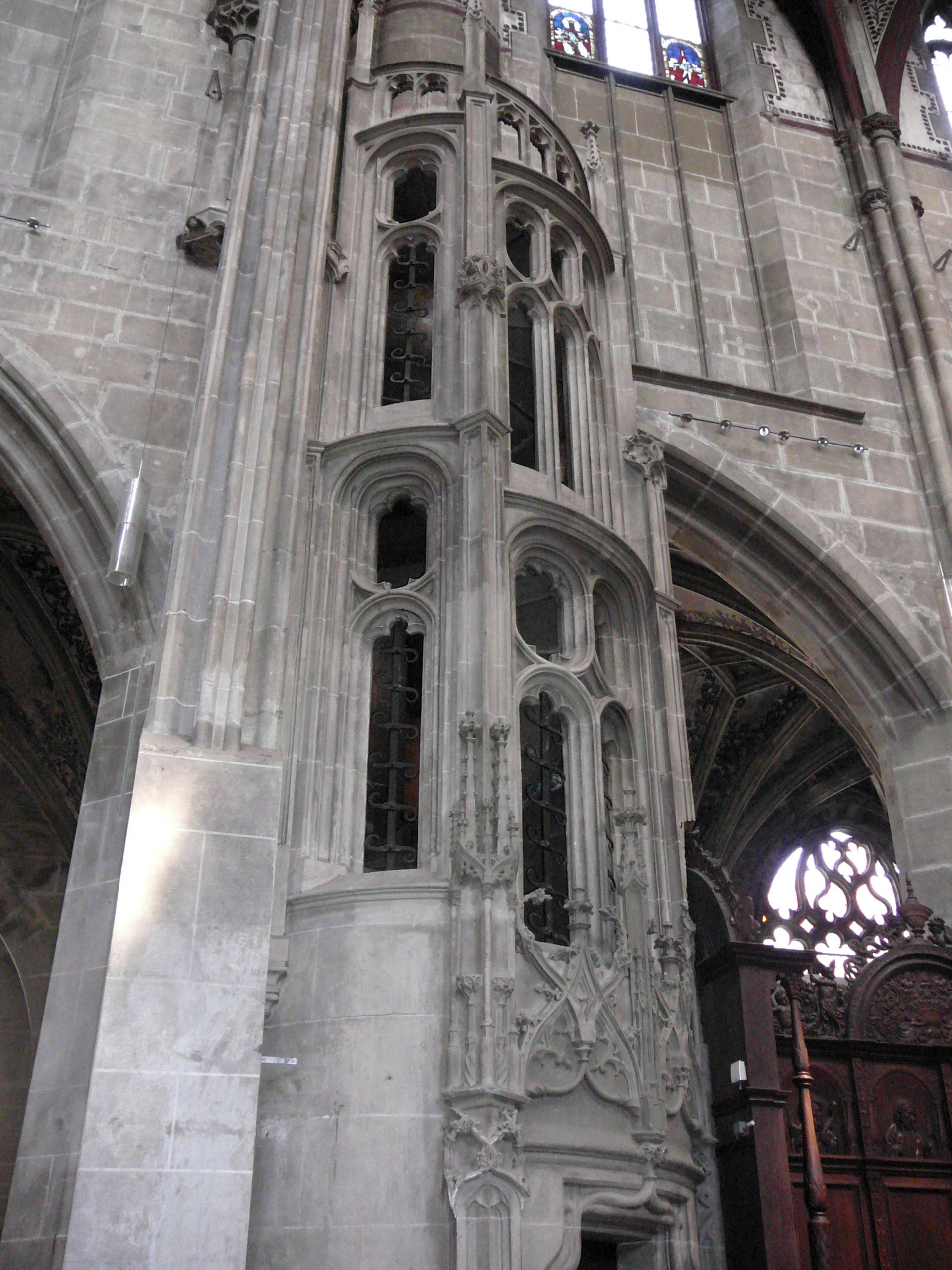
Escalera de la catedral de Berna.
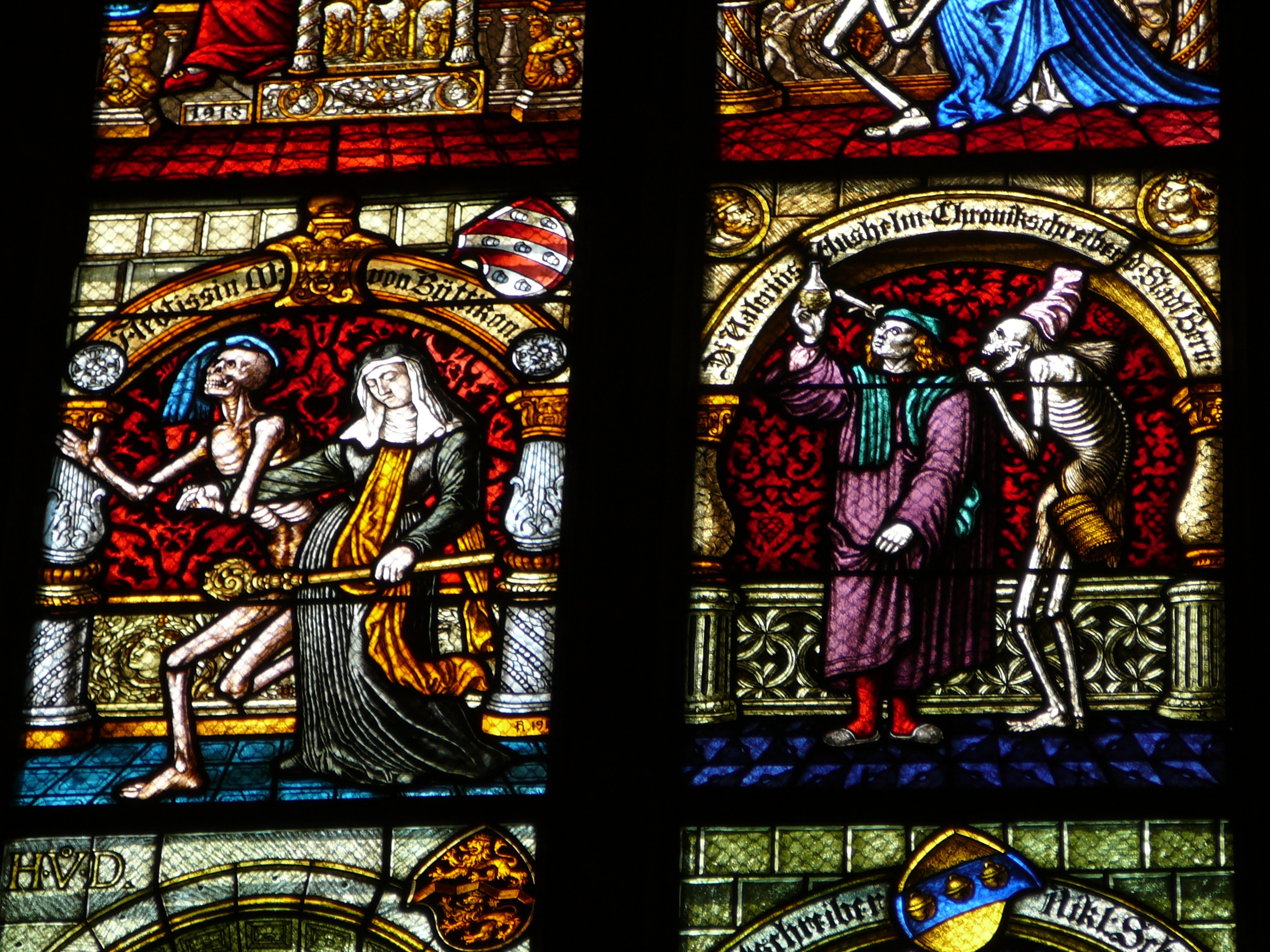
Catedral de Berna, detalle de una vidriera.